# Шевелевка (Калузька область)
Шевелевка (рос. Шевелевка) — село в Мещовському районі Калузької області Російської Федерації.
Населення становить 1 особу. Входить до складу муніципального утворення Село Гаврики.

## Історія
Від 2004 року входить до складу муніципального утворення Село Гаврики.

## Населення
| 2002 | 2010 |
| ---- | ---- |
| 2    | ↘1   |